# Фонтането-д’Агонья
Фонтането-д’Агонья (итал. Fontaneto d'Agogna) — коммуна в Италии, располагается в регионе Пьемонт, в провинции Новара.
Население составляет 2549 человек (2008 г.), плотность населения составляет 121 чел./км². Занимает площадь 21 км². Почтовый индекс — 28010. Телефонный код — 0322.
Покровителем коммуны почитается святой Александр, празднование в первое воскресение августа.

## Демография
Динамика населения:

## Администрация коммуны
- Официальный сайт: http://www.comune.fontaneto.no.it/